# XFS
XFS je souborový systém uvolněný firmou SGI v roce 2001 pod licencí GPL pro Linux.
Je určen pro ukládání dat na discích či diskových polích velkých serverů. Dnes má již své uplatnění i při menším použití (pokud používáte velký samostatný diskový oddíl či diskové pole jako datový sklad, například pro profesionální grafiky). Žurnálovací systém souborů s 64bitovým adresováním znamená, že množství dat (adresa na disku) není omezeno délkou 32 bitů a zvládne i velká disková superpole blízké budoucnosti. Nevýhodou je údajně poněkud pomalejší mazání velkého množství malých souborů (z hlediska serveru, pro domácí PC asi nebude příliš podstatné). Dále je mimořádně rychlý (velmi výkonné algoritmy pro optimalizaci hardwarových přístupů na disk), dobře podporuje multiprocesorové systémy.
„Žurnálovací“, podobně jako u ext3, znamená zvýšenou bezpečnost dat při výpadku proudu či závadě PC. XFS ale žurnáluje pouze metadata, bezpečnost dat nemusí být tedy tak vysoká jako u ext3.